# Santa Maria Maggiore
Santa Maria Maggiore – miejscowość i gmina we Włoszech, w regionie Piemont, w prowincji Cusio Ossola.
Według danych na rok 2004 gminę zamieszkuje 1209 osób, 22,8 os./km².